# Malagana (Colombia)
Malagana es un centro poblado de municipio de Mahates, departamento de Bolívar, Colombia. Está ubicado frente a la Troncal de occidente, limitando al norte con el corregimiento de Sincerín, al oriente con la cabecera municipal, al occidente con San Basilio de Palenque y al sur con San Cayetano. 
En este centro poblado se realiza un festival del mango durante el mes de mayo.

## Economía
La principal fuente económica y de producción es el mango, del que se producen 3 000 toneladas por temporada. Cerca de 1000 se pierden por falta de asistencia técnica y de un programa de mercadeo. 160 hectáreas stán dedicadas al cultivo de mango.
El mango que más se comercializa es la de hilaza (o mango de puerco), muy solicitada por las empresas de jugos. También se vende el mango de azúcar, corazón, filipino y boca de la reina. En Malagana se cultivan las siguientes variedades de mango: Número 11, papo la reina, corazón, ciruela, paloma, hobo, azúcar, pan de azúcar, rosita, papaya, filipino, bota, tomy, canela, hilaza, masa, piña, chupita, entre otros.

## Barrios
Los barrios que forman este centro poblado son Concepción 1 y 2, El Campito, Rincón guapo, Kennedy, Carretera, El Campo, palenquito, Sagrado Corazón,la manga aji molido,Arroyo Viejo, Nuevo Horizonte y Sector La Plaza.

## Fiestas
La principal festividad de Malagana es el Festival del Mango que se dan en el mes de mayo pero además, se celebran las siguientes fiestas: 
- Procesión a San Marcos de León, el 25 de abril.
- Carreras a caballo, todo el mes de junio.
- Procesión al Sagrado Corazón de Jesús.
- Procesión a la Virgen del Carmen, julio.
- Fiestas en corralejas, diciembre.
- Novena en honor a la Virgen María, en las madrugadas de mayo.
- Novenas al niño Jesús y Navidad en paz, diciembre.

## Festival del Mango
La fiesta bandera de Malagana es el Festival del Mango, que se realiza en el mes de mayo de cada año. Durante el cumplimiento de estas fiesta se realizan muchas muestras culturales como diferentes aires folclóricos de la región, teatros, poesías y cuento. Además, se desarrollan varias competencias deportivas entre las que se destacan competencias de atletismo, boxeo, partidos de fútbol y béisbol de primera categoría en el estadio Ángel Vásquez.

### Historia del festival del Mango
La historia del festival tiene sus inicios en el año 1900 cuando los Vélez Daníes manejaron los ingenios de Sincerín y el resto de Bolívar. Según los historiadores de la región, el mango entró por el canal del Dique proveniente de la India, pues en los ingenios de Sincerín había varios trabajadores de ese país que operaban los trapiches. En la India el árbol de mango es conocido como el “El árbol sagrado”. 
A principios del siglo XX, el mango fue introducido por personas provenientes de India, y se esparció por toda la Costa y el país. Pero en Malagana, donde se dice que hay unas 160 hectáreas de mango, los árboles nacen silvestres. Por esa razón, en el año 1986 aproximadamente y como una manera de rendirle un homenaje a esa fruta se organizó el festival del mango.

## Seguridad
La policía nacional cuenta con el equipamiento para la prestación del servicio de seguridad con una estación en centro urbano de malagana. Muy cerca del centro urbano, sobre la troncal de occidente se encuentra ubicado el Batallón de Infantería de Marina N 13.

## Deporte
El deporte favorito de los habitantes de este centro poblado es el béisbol, deporte en el cual se han obtenido triunfos como el campeonato de la primera categoría del béisbol del departamento de Bolívar (2002, 2006, 2008 y 2009) y los juegos intercolegiados.

## Referencia Bibliográfica
- INSTITUCIÓN EDUCATIVA DE MALAGANA - CAMPEÓN DEL BÉISBOL INTERCOLEGIADO 2012 (enlace roto disponible en Internet Archive; véase el historial, la primera versión y la última)..
- Festival del Mango de Malagana XXIV 2010
- Béisbol de Mayores se inaugura en Malagana
- Malagana y Marialabaja inician hoy lucha por el título de primera categoría
- Malagana, Bolívar.
- Mango tutiplen en Malagana
- Esquema de Ordenamiento Territorial (enlace roto disponible en Internet Archive; véase el historial, la primera versión y la última).
- Petrona Martínez, reina del bullerengue, pasó de lavar a ícono de la música colombiana
- Béisbol de Bolívar se inaugura el 16 de junio en el 11 de noviembre

- Datos: Q48781322